# 西安MA700
西安 MA700
- 分類：ターボプロップ、リージョナル旅客機
- 製造者：中国航空工業集団公司傘下の西安航空機工業公司
- 初飛行：2021年9月23日または24日
- 運用開始：2022年予定
- 原型機：西安 MA600

西安 MA700（シーアン MA700）は、中国航空工業集団公司（AVIC）の西安航空機工業集団が開発中の双発の中距離ターボプロップ旅客機。

## 歴史
2007年に初めて発表されたとき、70席の航空機として発表された。2008年の珠海航空ショーで航空機のモデルが発表され、約80席を提供できるとされた。ローンチカスタマーは、奥凱航空と幸福航空。2017年後半までに、185機の注文があり、ローンチカスタマー2社に加えて、カンボジア・バイヨン航空など、合計11の顧客と購入契約を結んだ。初期計画では2019年に初飛行し、2021年に認証が予定された。また、航空機が西側市場に参入できるように、米国の連邦航空局と欧州航空安全機関に耐空証明を申請する予定。
しかし、2021年9月23日または24日に初飛行したにもかかわらず、エンジンの定期的な供給の見通しがないため、プロジェクトは保留になり、搭載している中国製のAEP500エンジンの耐空証明の目標は2028年に設定された。

## 仕様
- 乗員:パイロット2名
- 容量:68-86席/貨物11.88 m3
- 全長:30.5 m
- 全幅:27.9 m
- 全高:8.2 m
- 空虚重量:15,800 kg
- 最大離陸重量:27,600 kg
- 最大ペイロード:8,600 kg
- パワープラント:2×プラット・アンド・ホイットニー・カナダ PW150C、ターボプロップ
- プロペラ:6枚羽根ダウティプロペラR504

### 性能
- 最高速度:637 km
- 巡航速度:550–580 km/h
- 航続距離:1,500 km
- 実用上昇限度: 7,620 m
- 燃料消費量:1.69 kg / km
- 離陸:1,400 m [3]
- 着陸:1,200 m[3]